# Azupiranu
Azupiranu (A-zu-pi-ra-a-nu) egy máig ismeretlen helyen fekvő akkád település. Sarrukín akkád király születési legendája szerint e városban született, a középső kronológia szerint az i. e. 23. században, de sem korábbi, sem későbbi történetére nézve nincs adat. Sarrukín egy azupiranui entu-papnő, Enítum, és egy közelebbről ismeretlen, Laibum nevű azupiranui lakos fia.
A település neve a sumer u2azugna 𒌑𒄯𒊕, akkád azupīru szavakból vezethető le, az -anu helynévképzővel, jelentése a sáfrány városa, amelyből nem annyira mezőgazdasági, mint inkább kereskedelmi jelleg sejthető. Valahol az Eufrátesz partján állt. A nevet képző főnév ugyan a sumerből származik, de Sarrukín szövegében egyértelműen az akkád nyelvű változata szerepel, ezért feltehető, hogy egy akkád településről van szó, amelyből Sarrukín származott. Ugyanakkor nem kizárt, hogy ez nem a város neve, hanem csak egy unikális jelzője a településnek, amely csak itt fordul elő, míg a valódi nevet esetleg ismerjük is, csak nem tudjuk hozzákapcsolni. Sarrukín legendája alapján a Purattu partján feküdt, folyásirányban feljebb kellett lennie Kisnél. Vagy Szipparral lehet azonos – e várost éppen Sarrukín egyik felirata említi először, és a sivatagi karavánutak csomópontja, árujuk hajóra rakó kikötője, a térség kereskedelmi központja volt –, vagy Szippar és Kis között kellett lennie.